# Freiheitsgraben Oderin
Der Freiheitsgraben Oderin ist ein Meliorationsgraben und linker Zufluss der Dahme in Brandenburg.

## Verlauf
Der Graben beginnt auf einer landwirtschaftlich genutzten Fläche von Oderin, einem Ortsteil der Gemeinde Halbe. Dort verläuft er zunächst bogenförmig vorzugsweise in westlicher, später in nördlicher Richtung auf einer Länge von rund einem Kilometer aus dem Ortsteil hinaus. Er unterquert eine Bahnstrecke, verläuft bogenförmig in Richtung des Oderiner Sees und unterquert nach rund einem weiteren Kilometer die Dahmestraße, die vom Halber Ortsteil Teurow aus kommend in Richtung Oderin verläuft. Wenige Meter hinter der Querung fließt von Norden kommend ein weiterer Zweig hinzu, bevor beide vereint nach wenigen Metern an der ehemaligen Teurower Wassermühle in die Dahme entwässern.